# Мисливці Дюни
«Мисливці Дюни» (англ. Hunters of Dune) — перший із двох романів, написаних Браяном Гербертом та Кевіном Дж. Андерсоном, які завершують оригінальну серію «Дюна» Френка Герберта. За їхнім твердженням роман заснований на нотатках, залишених Френком Гербертом, а «Мисливці Дюни» та їхнє продовження «Піщані черви Дюни» представляють свою версію того, що Френк Герберт планував випустити як сьомий роман у серії «Дюни».
Роман було опубліковано 22 серпня 2006 року і продовжує розповідь від 1985 року в книзі «Капітул Дюни» про небезпеку, яка загрожує людству з віддалених світів.

## Сюжет
Протягом трьох років не-корабель «Ітака» перебуває в альтернативному всесвіті, ховаючись від «великого ворога». Він містить гхол Дункана Айдаго, Майлза Тега, Шіани, Скиталя та семи маленьких Піщаних Хробаків. Скиталь ділиться секретом виробництва штучного виробництва прянощів без участі Хробаків, оскільки прянощів недостатньо для продовження подорожі. Таємничий Оракул Часу розмовляє з Дунканом і повертає не-корабель назад у звичайний всесвіт. Корабель виявляють таємничі Деніел і Марті. Вони намагаються захопити корабель, але він тікає.
На планеті Капітула очільниця Бене Ґесерит і Всечесних Матрон, Мурбелла, намагається об'єднати групи в Нове Сестринство та запобігти громадянській війні. Космічна гільдія просить у Мурбелли доступу до прянощів, але вона відмовляє. Вона приховує, що Піщані Хробаки на Капітулі не виробляють достатньо прянощів, отож Бене Ґесерит компенсує нестачу старими запасами.
На той час Всечесні Матрони знищили всі планети Бене Тлейлаксу, чий нащадки (Втрачені Тлейлаксу) повернулися з Розсіяння. Втрачені Тлейлаксу використовують удосконалених лицеплясів для шпигунства, щоб убити старійшину Тлейлаксу Бура та замінити його двійником. Поступово їм вдається замінити незліченну кількість людей на різних планетах Старої Імперії лицеплясами. Їхній лідер Крон посилає писаря Укстала служити бунтівній Всечесній Матроні Гелліці, яка проголосила себе Настоятельницею і тепер править завойованим рідним світом Бене Тлейлаксу.
Космічна гільдія вирушає на планету Ікс, шукаючи альтернативний спосіб подорожей у космосі. За посередництва Даніеля та Марті, Крон пропонує Гільдії передову навігаційну технологію. Гільдія погоджується на розвиток цієї технології, якщо матиме на неї монополію.
Укстал використовує технологію аксолотлевого чану Тлейлаксу для виробництва стримулятора організму. Крон доручає Уксталу виростити гхолу барона Владіміра Гарконнена, а також отримує кров Пола Атріда. Він змушує Укстала виростити також і гхолу Пола й використати його для маніпуляцій населенням Усесвіту. Пізніше навігатор гільдії Едрік приходить до Тлейлаксу, розслідуючи діяльність Укстала. Едрік сподівається створити гхолу померлого Ваффа для відновлення втраченої технології синтезу прянощів. Скиталь у той час зберігає зразки генетичного матеріалу відомих історичних осіб і пропонує Бене Ґесерит відродити їх. Орден після запальних дебатів погоджується.
На Капітулі Мурбелла створює Валькірій, елітну ударну групу Нового сестринства. Вони успішно атакують опорні пункти бунтівних Всечесних Матрон і розкривають, що деякі з них є лицеплясами. Мурбелла отримує доступ до Іншої Пам'яті своїх предків з числа Всечесних Матрон і дізнається, що ті були мстивими жінками Тлейлаксу, звільненими та асимільованими Рибомовками та Бене Ґесерит. Жінки Тлейлаксу тисячоліттями слугували аксолотлевими чанами, саме тому Всечесні Матрони знищили світи Тлейлаксу в Старій Імперії. Мурбелла також отримує доступ до пам'яті, яка свідчить про існування таємничої сили, яку Всечесні Матрони називають Ворогом.
На не-кораблі бунтівні Бене Ґесерит намагаються вбити гхолу Лето II, але той перетворюється на Піщаного Хробака. Пол краде та споживає надмірну дозу прянощів, намагаючись згадати своє минуле, але натомість отримує видіння про свого злого двійника. Шіана має видіння, що попереджає про небезпечність гхол і призупиняє їхнє створення. Деніел і Марті кажуть Крону позбутися гхол Барона Гарконнена та Пола Атріда. Крон продовжує ростити гхол, відроджує Владіміра та доручає йому виховувати гхолу Пола, якого називає Паоло.
Мурбелла та її Валькірії успішно атакують наймогутніший із опорних пунктів бунтівних Всечесних Матрон і виявляють, що багато з них, у тому числі Гелліка, були лицеплясами. Укстал гине, намагаючись втекти, а гхола Ваффа знаходить притулок у Космічної Гільдії, пропонуючи Едріку свою генетичну пам'ять, щоб створити власних Піщаних Хробаків.
«Ітака» натрапляє на засідку лицеплясів. Деякі кораблі лицеплясів беруть «Ітаку» на абордаж і замінюють частину екіпажу двійниками. Майлз Тег змушений задіяти свої надлюдські здібності для оборони корабля.
Мурбелла розуміє, що Ворог — це вцілілий Омніус, володар машин, який вважався знищеним під час Батлеріанського джихаду; а Оракул Часу — це свідомість Норми Ценви, першої навігаторки, що приховано присутня у всіх навігаторах. Деніел і Марті виявляються Омніусом і незалежним роботом Еразмом. Стає зрозуміло, що перед своїм знищенням у давнину втілення Омніуса на Гьоді Прайм запустило зонди, здатні побудувати нові машинні колонії на будь-якій планеті, яку зустрінуть. Отож, за межами відомого Всесвіту вже збудована нова Синхронізована Імперія, що готує широке вторгнення.

## Реакція
«The New York Times» написали про «Мисливців Дюни», що: 
|  | «Браян Герберт і Кевін Джеймс Андерсон, здається, не готові розважати своїм матеріалом... до кінця «Мисливців» вони зробили трохи більше, ніж накрили стіл для «Піщаних червів Дюни».» |